# Chacabuco (1898)
Chacabuco – chilijski krążownik pancernopokładowy z początku XX wieku, zbudowany w Wielkiej Brytanii, pojedynczy okręt tego typu w Marynarce Chile, trzeci okręt o tej nazwie. Zwodowany w 1898 roku, służył przez 50 lat, od 1902 do 1952 roku, nie biorąc udziału w działaniach wojennych. W 1959 roku sprzedany na złom. Był okrętem bliźniaczym japońskiego „Takasago”.
Wyporność normalna okrętu wynosiła 4160 ton. Napędzały go maszyny parowe, pozwalające na osiąganie prędkości 23 węzłów. Główne uzbrojenie stanowiły dwa działa kalibru 203 mm, uzupełnione przez 10 dział kalibru 120 mm i lżejszą artylerię.

## Historia
Późniejszy krążownik pancernopokładowy „Chacabuco” powstał w brytyjskiej stoczni Armstrong Mitchell (od 1907 roku Armstrong Whitworth) w Elswick – dzielnicy Newcastle upon Tyne, jako budowa spekulacyjna – bez konkretnego zamówienia, z własnej inicjatywy stoczni. Okręt powtarzał konstrukcję zaprojektowanego i budowanego równolegle dla Japonii krążownika „Takasago”, projektu sir Philipa Wattsa, którego stępkę położono w kwietniu 1896 roku. Oba zaliczały się do tzw. „elswickich krążowników” – budowanych na eksport przez Armstronga, średniej wielkości, lecz szybkich i silnie uzbrojonych w szybkostrzelne działa dużego kalibru.
Stępkę pod budowę okrętu położono 14 sierpnia 1896 roku. Zwodowany był 4 lipca 1898 roku i z tej racji otrzymał roboczą nazwę „Fourth of July” (symbolizującą Dzień Niepodległości w USA), aczkolwiek brak jest informacji o próbach jego sprzedaży USA. W styczniu 1899 roku oferowany był marynarce brytyjskiej, która jednak nie wyraziła zainteresowania zakupem. W maju i czerwcu 1899 roku przeprowadzono próby morskie okrętu, jeszcze nieukończonego i nieuzbrojonego.
Stocznia następnie podejmowała próby sprzedaży okrętu Japonii, Włochom i Turcji, ale bez powodzenia. Zainteresowanie okrętem wyraziło dopiero Chile, które wcześniej już zamawiało krążowniki w tej stoczni, a w tym czasie prowadziło wyścig zbrojeń z Argentyną. W styczniu 1902 roku sfinalizowano jego sprzedaż, po czym został on wyposażony i ukończony w kwietniu tego roku. Otrzymał jako trzeci okręt w historii Chile nazwę „Chacabuco” pochodzącą od miejsca bitwy z okresu wojny o niepodległość Chile. Był to zarazem szósty i ostatni nabyty przez Chile krążownik zbudowany w stoczni Armstronga.

## Opis

### Architektura i konstrukcja

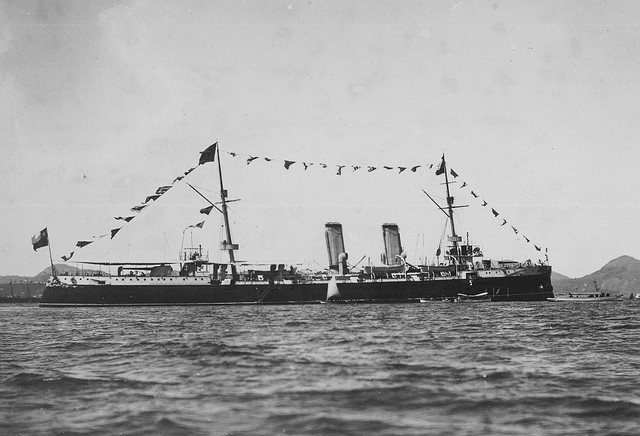
„Chacabuco” w Rio de Janeiro, 1902 rok

Okręt miał charakterystyczną architekturę kadłuba dla krążowników projektowanych w Elswick, z podniesionym zarówno pokładem dziobowym jak i rufowym. Na śródokręciu burty były niższe, lecz nadburcia sprawiały wrażenie konstrukcji gładkopokładowej. Dziób miał formę taranową, stewa rufowa symetrycznie schodziła do wody. Spaliny z kotłów odprowadzane były przed dwa wysokie, pochylone kominy umieszczone w okolicy środka długości okrętu, w oddaleniu od niewielkiej nadbudówki dziobowej z mostkiem. Sylwetkę uzupełniały dwa pochylone, palowe maszty i szczątkowa nadbudówka rufowa. Kadłub dzielił się na 14 przedziałów wodoszczelnych. Okręt miał typową dla krążowników elswickich lekką konstrukcję, jego wadą była nienajlepsza dzielność morska.
W 1919 roku skrócono maszty okrętu i wyposażono go w przyrządy kierowania ogniem. Podczas modernizacji w latach 1939–1941 „Chacabuco” otrzymał nową powiększoną nadbudówkę dziobową, usunięto maszt rufowy, a na kominach założono kołpaki. Na nadbudówce dziobowej i rufowej ustawiono wówczas dalmierze.
Wyporność normalna okrętu wynosiła 4160 ton angielskich. W źródłach z epoki wyporność była określana również na 4300 ton lub 4500 ton. Zwiększała się ona w toku modernizacji i w 1941 roku wyporność pełna wynosiła 4877 ton. Długość całkowita wynosiła 118,2 m, a między pionami 109,7 m. Szerokość wynosiła 14,17 m, a zanurzenie 5,18 m.
Załoga okrętu liczyła 400 osób.

### Uzbrojenie

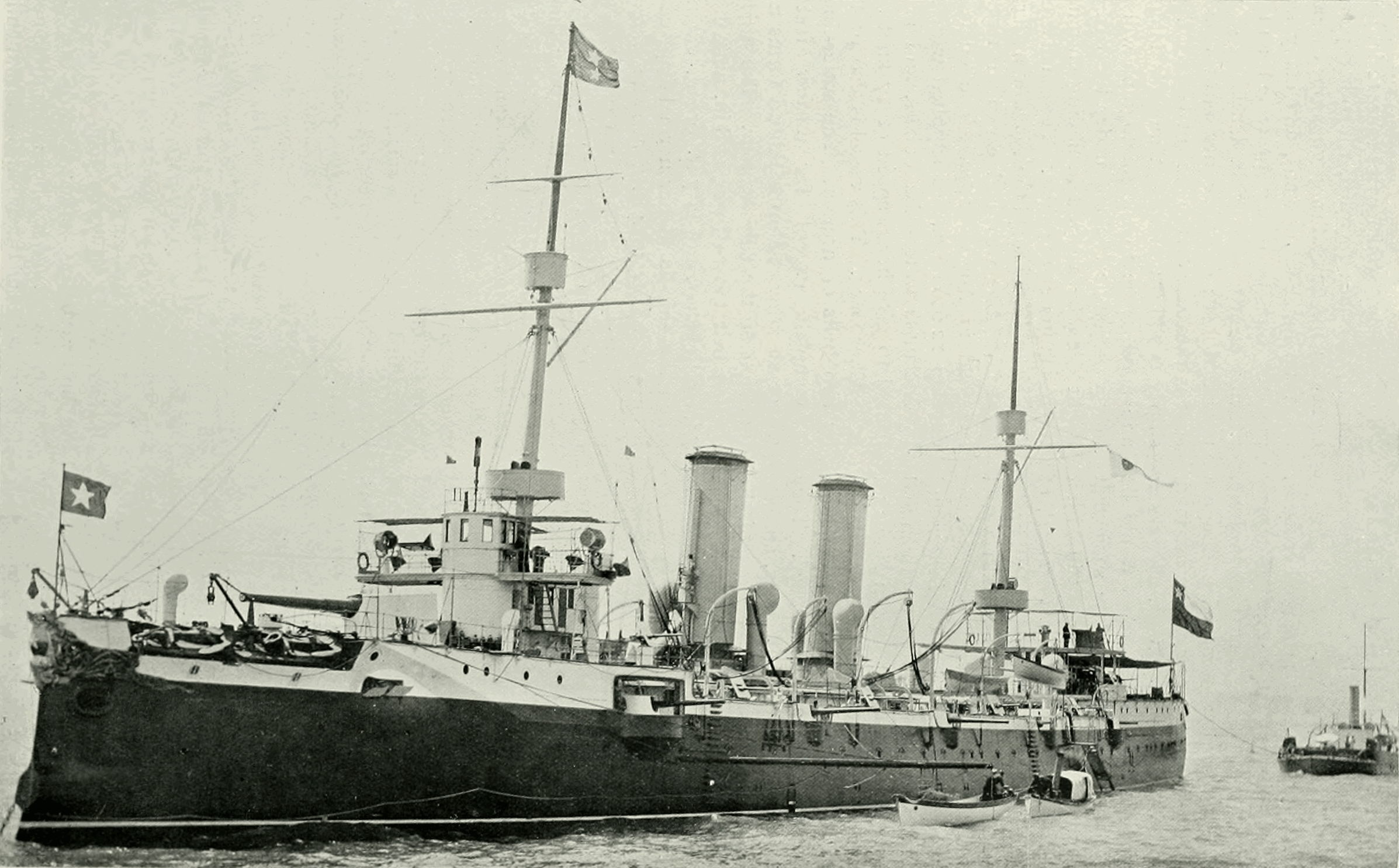
„Chacabuco” wkrótce po wejściu do służby w 1902 roku (widoczne uzbrojenie, w tym działa artylerii pomocniczej Hotchkissa)

Uzbrojenie główne stanowiły dwa działa kalibru 203 mm (8 cali) o lufach długości 45 kalibrów (L/45) i 10 dział kalibru 120 mm (4,7 cala) o długości lufy L/40. Wszystkie były systemu Armstronga, umieszczone w pojedynczych stanowiskach na pokładzie, chronione maskami pancernymi. Oba działa 203 mm umieszczone były w osi symetrii okrętu, na pokładzie dziobowym i rufowym, z szerokim kątem ostrzału, natomiast działa 120 mm rozmieszczone były wzdłuż burt na śródokręciu, na sponsonach pokładu górnego, po pięć na burtę. Para dział po obu stronach nadbudówki dziobowej było częściowo nakryta, w formie podobnej do kazamat. Dzięki wyprofilowaniu burt podniesionego pokładu, mogły one teoretycznie strzelać bezpośrednio do przodu, a rufowa para dział mogła strzelać do tyłu. Istnieją rozbieżności w literaturze co do konkretnego wzoru dział: S lub U w zakresie dział kalibru 203 mm i T lub Y w zakresie dział kalibru 120 mm. Działa kalibru 203 mm strzelały pociskami o masie 95,25 kg lub 113,4 kg, a działa kalibru 120 mm – o masie 20,4 kg.
Informacje dotyczące uzbrojenia pomocniczego są rozbieżne. Najczęściej spotykana jest wersja o uzbrojeniu składającym się z 12 pojedynczych dział kalibru 76 mm Armstrong N L/40 i sześciu kalibru 47 mm Hotchkiss L/40. Według innego źródła było to 16 dział kalibru 57 mm i jedno 37 mm systemu Hotchkiss, co wydaje się najbardziej prawdopodobne w świetle fotografii. Istnieje także wersja o uzbrojeniu w 16 dział kalibru 47 mm, jedno lekkie działko (37 mm) i dwa karabiny maszynowe. Na każdej z burt były rozmieszczone cztery działa artylerii pomocniczej na pokładzie na śródokręciu pomiędzy działami kalibru 120 mm, oraz po jednym wyżej, na tylnym krańcu pokładu dziobowego i przednim krańcu pokładu rufowego. Dodatkowo na każdej z burt jedno działo było umieszczone w charakterystycznym kroplowo oprofilowanym wystającym stanowisku na burcie pod pokładem dziobowym i jedno w wycięciu burty blisko samej rufy.
Broń podwodną stanowiło pięć nadwodnych wyrzutni torpedowych kalibru 450 mm (nominalnie 18-calowych), z tego jedna stała w stewie dziobowej i cztery ruchome w burtach, w okolicach działa dziobowego i rufowego.

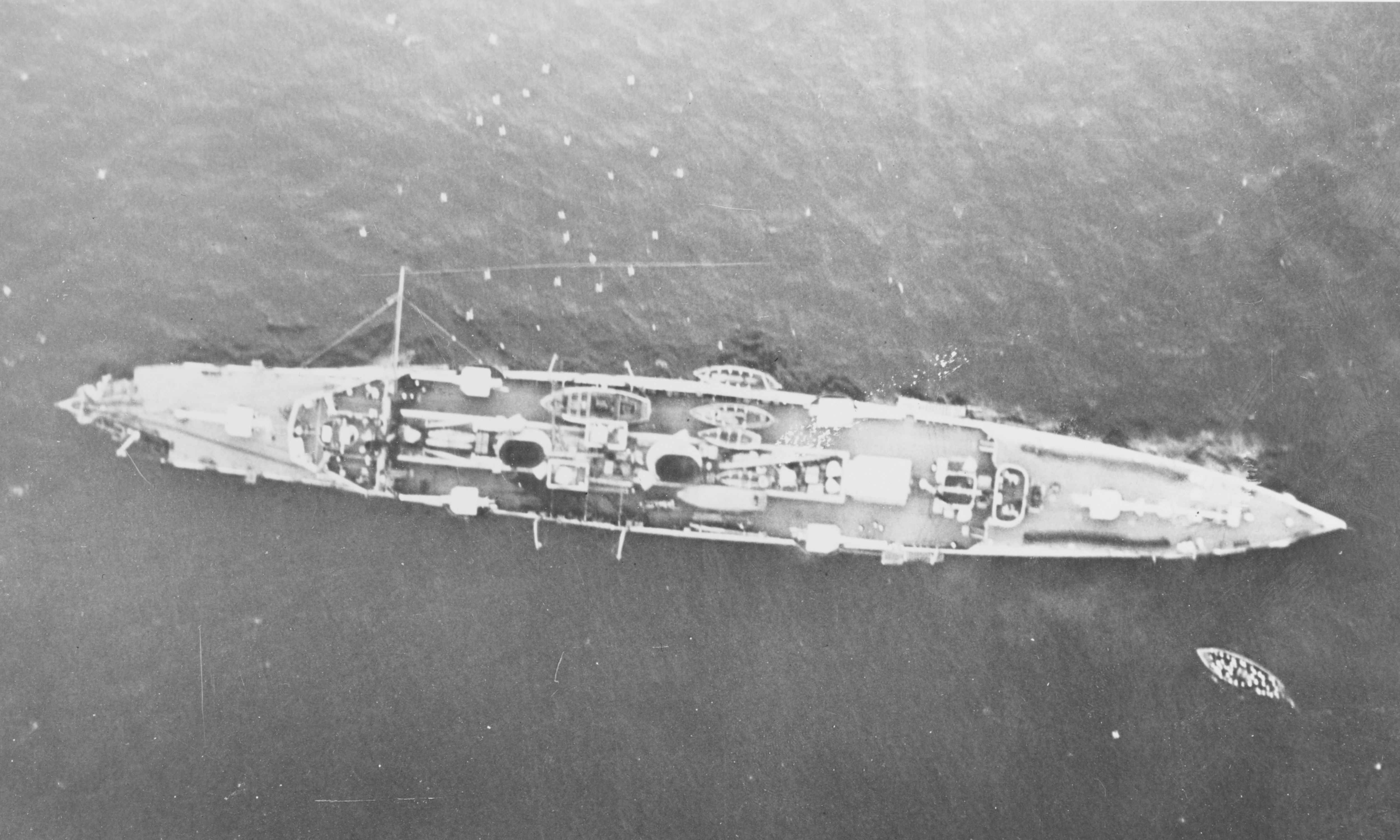
„Chacabuco” od góry po modernizacji, 1941–42

W latach 1939–1941 okręt został poddany modernizacji, w toku której wymieniono całkowicie uzbrojenie na sześć pojedynczych dział kalibru 152 mm L/50, w tym dwa na pokładzie dziobowym i rufowym, na miejscu dział 203 mm, a cztery na burtach na śródokręciu. Działa te były brytyjskiego eksportowego modelu EOC TT. Uzbrojenie pomocnicze stanowiły tylko cztery pojedyncze działa kalibru 57 mm, ustawione po dwa na burtę na pokładzie po bokach nadbudówki dziobowej. Według innych źródeł, były to działa przeciwlotnicze kalibru 76,2 mm. Usunięto przy tym stanowiska dział w burtach na dziobie razem z ich wystającą obudową. Zdjęto również mało przydatne wyrzutnie torped. Pod koniec II wojny światowej lub zaraz po niej działa kalibru 57 mm zamieniono na 10 pojedynczych automatycznych działek przeciwlotniczych 20 mm Oerlikon.

### Opancerzenie

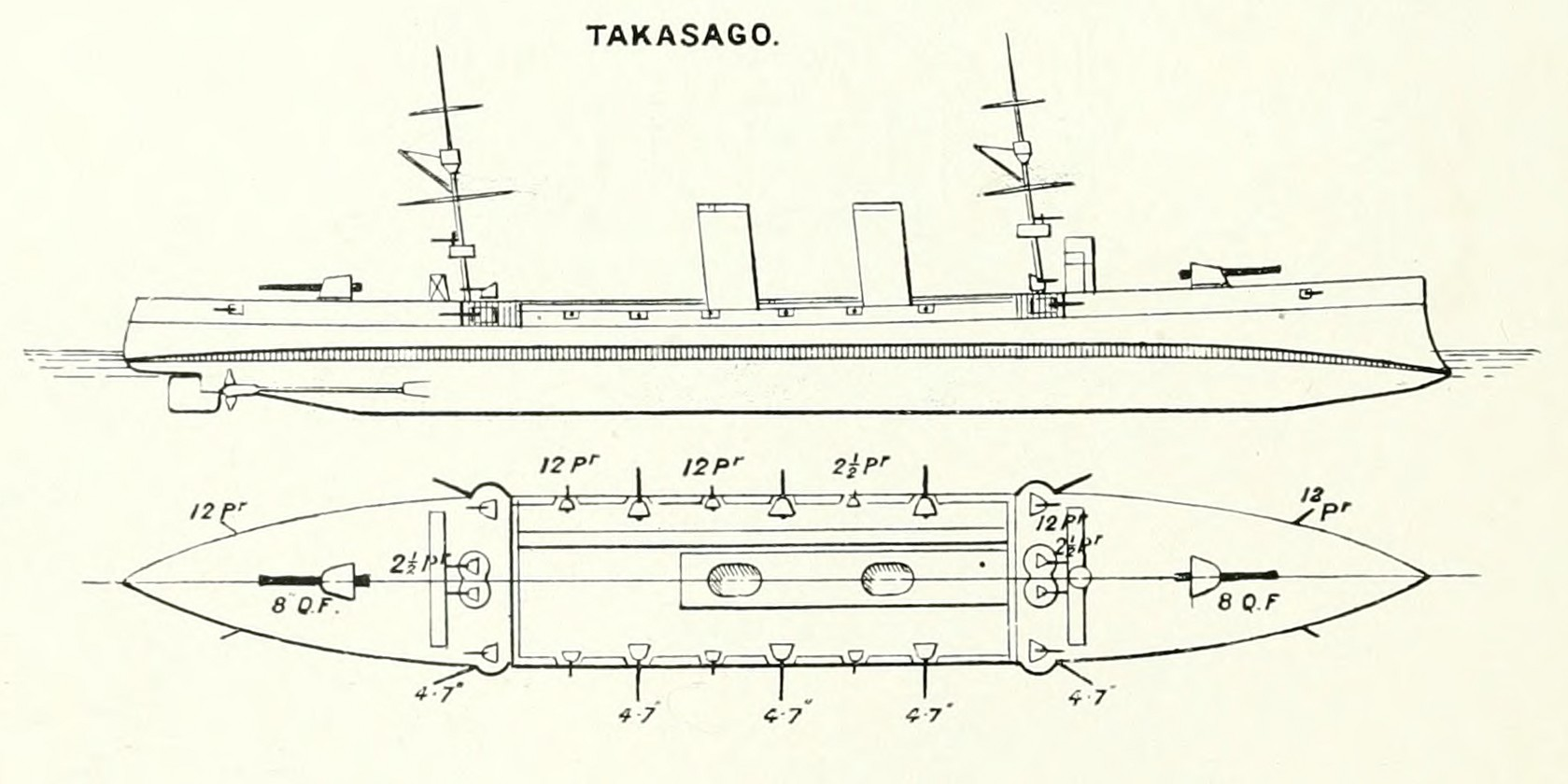
Uproszczony schemat opancerzenia i uzbrojenia bliźniaczego „Takasago”

Opancerzenie stanowił typowy dla krążowników pancernopokładowych wewnętrzny pokład pancerny w formie skorupy żółwia. Płaska centralna część pokładu miała grubość od 32 do 44 mm. Boczne skosy schodzące do burt miały grubość 89 mm w części dziobowej i rufowej oraz 114 mm w rejonie kotłowni i maszynowni. Ponad pokładem pancernym burty były częściowo zabezpieczane przez znajdujące się nad skosami pokładu zasobnie węglowe.
Działa kalibru 203 mm były chronione przez maski pancerne o grubości z przodu 114 mm, a po bokach 63 mm. Działa kalibru 120 mm miały natomiast maski grubości 63 mm. Pancerz był wykonany z niklowej stali Harveya. Wieża dowodzenia miała pancerz ścian grubości 76 mm. Opancerzone były też szyby wind amunicyjnych z komór pod pokładem pancernym.

### Napęd
Okręt napędzały dwie pionowe maszyny parowe potrójnego rozprężania (VTE) firmy Humphrys Tennant & Co, poruszające dwie śruby. Parę wytwarzało osiem opalanych węglem kotłów cylindrycznych (płomieniówkowych), w tym cztery podwójne (dwustronne) i cztery pojedyncze. Siłownia okrętowa miała projektową łączną moc indykowaną 15 750 hp przy ciągu wymuszonym w paleniskach, pozwalającą na osiąganie prędkości średniej 22,5–23 węzły. Na próbach okręt osiągnął przy ciągu naturalnym moc 10 300 hp i prędkość 21,5 węzła. Na próbach zakładowych osiągnięto przy ciągu wymuszonym moc 16 034 hp i prędkość średnią 22,92 węzła, a podczas 3-godzinnych prób w Chile w 1909 roku – 24,73 węzła.
Normalny zapas węgla wynosił 350 ton, natomiast maksymalny 1028 ton. Zasięg określany jest na 7200 Mm przy prędkości 10 węzłów.

## Służba

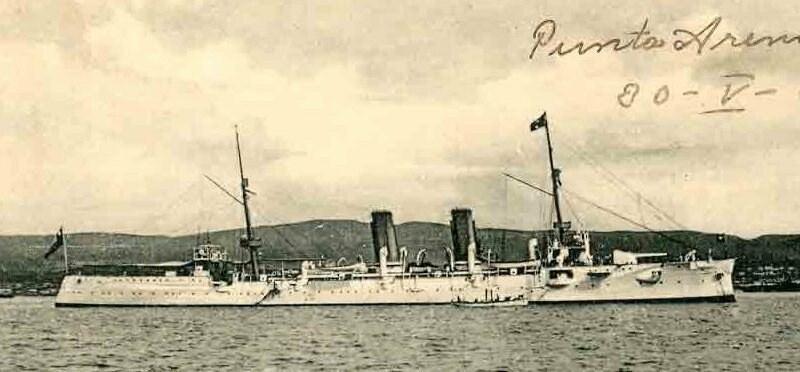
„Chacabuco” w Punta Arenas, 1908 rok

Krążownik po ukończeniu i objęciu przez załogę wypłynął z Tyne w drogę do Chile 29 kwietnia 1902 roku. Po drodze, gdy przebywał w Plymouth, został wyznaczony do reprezentowania chilijskiej marynarki na wielkiej rewii floty w Spithead, mającej odbyć się 28 czerwca 1902 roku z okazji koronacji króla Edwarda VII. Dowódcą okrętu był komandor (Capitán de Navio) Pedro Nolasco Martínez, a na pokładzie był obecny kontradmirał Juan M. Simpson. Z powodu choroby króla koronacja jednak została odłożona. Okręt wobec tego wypłynął do Chile i 10 sierpnia spotkał się w okolicy Cabo Frio w Brazylii z eskadrą chilijskich okrętów, która wypłynęła już 17 czerwca z Wielkiej Brytanii.
W grudniu 1907 roku „Chacabuco” został wysłany wraz z krążownikiem „Blanco Encalada” do tłumienia wystąpień górników kopalni saletry w Iquique. 1 lutego 1908 roku „Chacabuco” pod flagą kontradmirała Juana Simpsona powitał na wodach terytorialnych Chile w porcie Punta Arenas amerykański zespół pancerników – Wielką Białą Flotę, i pełnił tam honory gospodarza do 7 lutego. Następnie pilotował flotę przez Cieśninę Magellana i eskortował ją do Valparaíso, gdzie 14 lutego miał miejsce jej przegląd przez prezydenta Chile. W 1911 roku „Chacabuco” został ponownie wysłany do Wielkiej Brytanii w celu uczestnictwa w rewii morskiej 24 czerwca z okazji koronacji Jerzego V.

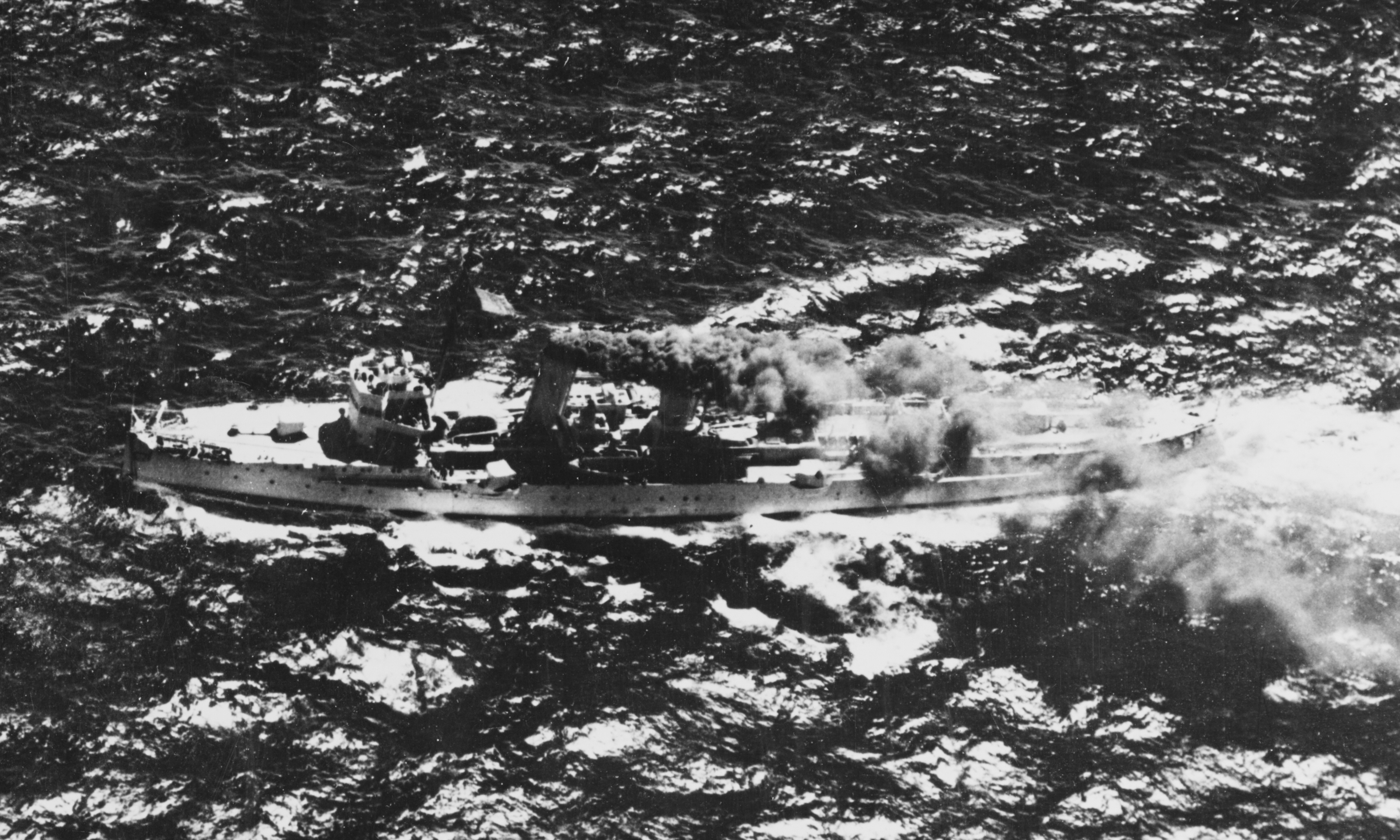
„Chacabuco” po modernizacji, 1941–1942

W latach 1939–1941 okręt został poddany modernizacji i przebudowie do roli krążownika szkolnego. Między innymi powiększono nadbudówkę dziobową i dotychczasowe uzbrojenie główne zamieniono na sześć nowszych dział kalibru 152 mm. W kolejnych latach pełnił służbę szkoląc podchorążych. Pływał głównie wzdłuż wybrzeży Chile, w tym w kwietniu 1949 roku odbył rejs szkolny na północne wybrzeże do Aricy. Stan techniczny okrętu był dobry i jeszcze w 1950 roku był on zdolny do rozwijania prędkości 20 węzłów. Według części źródeł, okręt został wycofany z czynnej służby w 1952 roku. Był wówczas ostatnim elswickim krążownikiem w służbie na świecie. 5 czerwca 1954 roku zdecydowano o złomowaniu okrętu i 15 grudnia 1959 roku został sprzedany na złom chilijskiej firmie Compañía de Acero del Pacífico.